# Radio Exterior de España
Radio Exterior de España (REE) es un medio de radiodifusión público, dependiente de Radio Nacional de España (RNE), que tiene encomendada la transmisión a través de los satélites, Internet y HF (conocida popularmente como Onda Corta) para los españoles que se encuentran fuera del país y para los extranjeros interesados por España.
Comenzó a emitir en onda corta el 15 de marzo de 1942. En 2022 ha cumplido 80 años. Más de ocho décadas han pasado desde esa primera emisión, tiempo durante el que Radio Exterior de España ha seguido con su labor de servicio público. Llegó a disponer de varios centros de transmisión en onda corta; uno en Santa Cruz de Tenerife (cerrado en 1982), otro en Arganda del Rey (cerrado en 1985), otro en Cariari, Pococí, Costa Rica (inaugurado en 1992, cerrado el 28 de octubre de 2013), y otro en Noblejas (inaugurado el 21 de julio de 1971), de los que, en 2021, sólo queda en activo el último.
Cada hora, la actualidad de España y del resto del mundo se cuenta en sus aspectos sociales, culturales y políticos, desde Madrid, por los Servicios Informativos de Radio Nacional de España. Además, Radio Exterior de España cuenta con una amplísima oferta de programas en español, entre los que cabe destacar la emisión de espacios destinados al aprendizaje del español, al turismo, la música, el deporte, el mar, la solidaridad, la ciencia o la medicina.
A los oyentes en otras lenguas (inglés, francés, árabe, ruso, portugués y sefardí), Radio Exterior de España informa cada hora sobre la actualidad de España y los acontecimientos internacionales, ofreciendo una visión general de la vida y la cultura española.
El director de Radio Exterior de España es Luis Manuel Fernández Iglesias.

## Programación
- Parrilla de programación.

## Programas
- Lista de programas.

## Frecuencias
- Cambio de hora, cambio de frecuencias (actualizadas al final de marzo de 2025).

Con motivo del cambio horario de invierno, desde el 30 de marzo las nuevas frecuencias son efectivas hasta el 26 de octubre de 2025.
De lunes a viernes, para África Occidental y Atlántico sur, Oriente Medio e Índico, desde las 15 horas hasta las 23 horas UTC (Tiempo Universal Coordinado), 17 a 01 hora oficial española.
Las frecuencias de emisión:
- África Occidental y Atlántico sur, 15 390 kHz, banda de 19 metros.
- Oriente Medio e Índico, 15 520 kHz, banda de 19 metros.

Hacia América del norte y sur, Radio Exterior de España transmite en onda corta, de lunes a viernes, de 18 a 03 horas UTC, 20 a 04 hora oficial española.
Las frecuencias de emisión:
- América del sur, 17 715 kHz, banda de 16 metros.
- América del norte, 15 500 kHz, banda de 19 metros.

Los sábados y domingos, transmite su señal de 14 a 23 horas UTC, 16 a 01 hora oficial española. 
Frecuencias de emisión y las zonas de cobertura :
- África Occidental y Atlántico sur, 15 390 kHz, banda de 19 metros.
- América del sur, 17 715 kHz, banda de 16 metros.
- América del norte, 15 500 kHz, banda de 19 metros.
- Oriente Medio e Índico, 15 520 kHz, banda de 19 metros.

Radio Exterior de España se oye en Internet, en streaming o en los pódcast de toda su programación.
Existen además aplicaciones (poner enlace para app de Apple o Android) para dispositivos móviles, como teléfonos inteligentes y tabletas.
Radio Exterior de España se puede seguir a través de la radio satelital en todos los puntos del planeta las 24 horas del día ininterrumpidamente. Antiguamente, la señal de Radio Exterior de España se oía en la carta de ajuste de TVE Internacional.
Transmisiones por satélites:
- Eutelsat Hotbird 13G: frecuencia 12 302,88 MHz. Polarización vertical.

- Hispasat 30W-5: frecuencia 12 052 MHz. Polarización vertical.

- Asiasat 5: frecuencia 3840 MHz. Polarización horizontal.

- Eutelsat 8 West B: frecuencia 3895,7 MHz. Polarización circular izquierda.

- SES AMC-11: frecuencia 4180 MHz. Polarización horizontal.
- Eutelsat 117 West A: frecuencia 4011,64 MHz. Polarización vertical.

## Logotipos

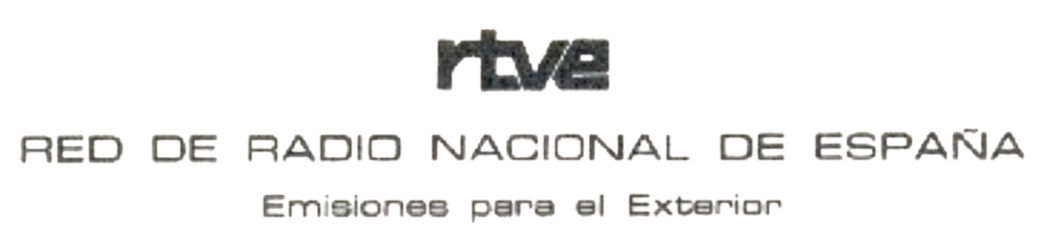
Logo de las emisiones para el exterior de RNE desde 1962 hasta 1978.
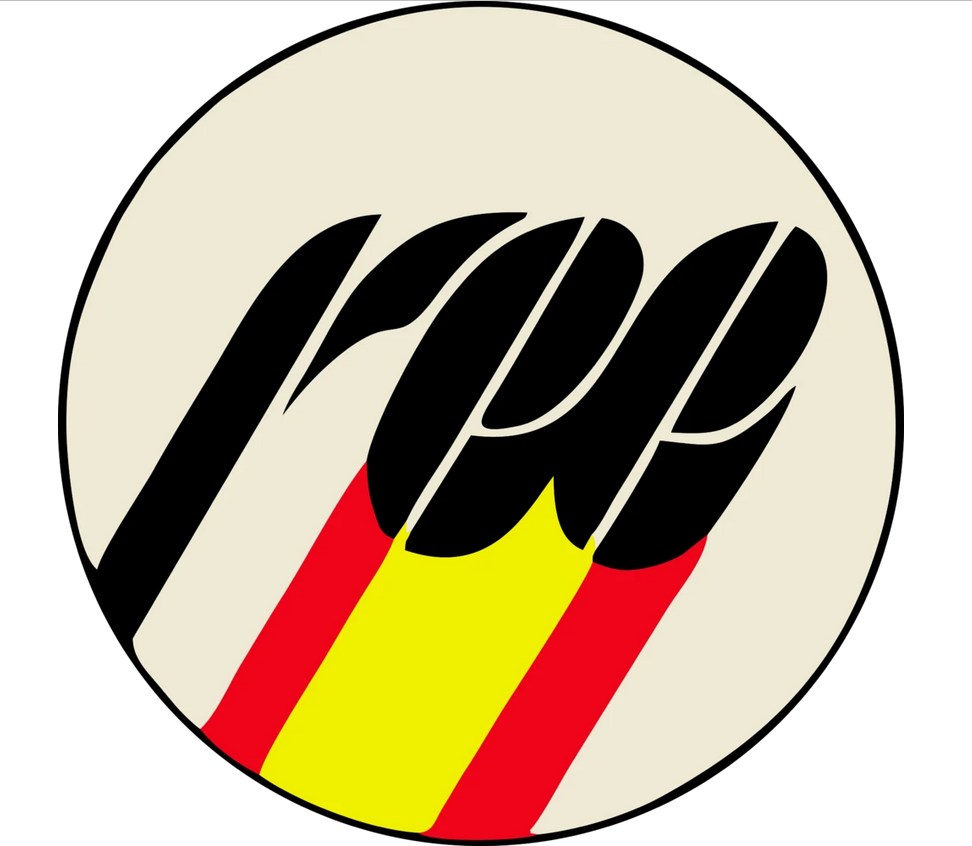
Logo de Radio Exterior de España (REE) entre 1978 y 1988.
Logo entre 2008 y 2016.
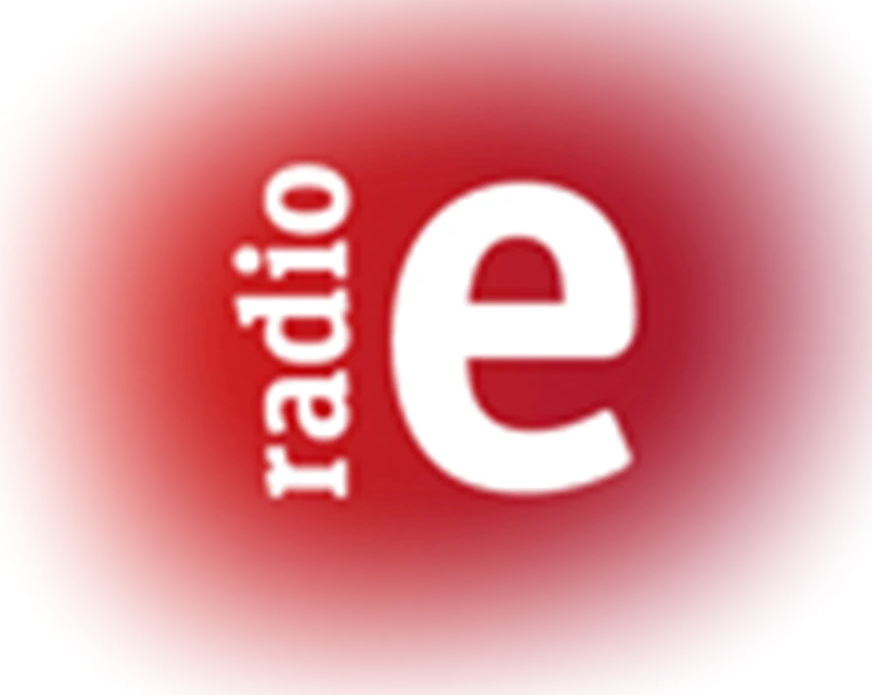
Logo desde 2016.